# Takão
Takão, pseudonimo di Eustáquio Afonso Araújo (Itamarandiba, 1º gennaio 1946), è un allenatore di calcio a 5 brasiliano.

## Carriera
A livello di club ha diretto l'Arsenal Esporte Clube e il Minas Tênis Clube, conquistando diversi titoli statuali e metropolitani. Raccogliendo la pesante eredità lasciata dal precedente tecnico Gerson Tristão, vittorioso al primo campionato del mondo, Takão assunse l'incarico di commissario tecnico della nazionale brasiliana nel 1989. Diresse la spedizione al FIFA Futsal World Championship 1992, durante la quale i verdeoro si confermarono campioni del mondo, e quattro anni dopo in Spagna ripeté l'impresa. Spagna 1996 fu l'ultima esperienza a livello mondiale di Takão, che nel marzo del 2000 sarà sostituito da Vander Iacovino.
Oltre ai due titoli mondiali, Takão ha vinto cinque edizioni della Copa América (dal 1995 al 1999), un titolo panamericano nel 1991, e altri due titoli sudamericani FIFA nel 1989 e 1992. Sotto la sua guida la Seleçao ha disputato 189 gare, ne ha vinte 170 e ha realizzato al contempo 1431 reti, subendone solo 308.

## Palmarès
- Campionato mondiale: 2
Brasile: Hong Kong 1992, Spagna 1996